# Военная техника Великобритании периода Второй мировой войны
Военная техника Великобритании периода Второй мировой войны — вооружение и боевая техника Великобритании (авиация, бронетехника, артиллерия, стрелковое оружие, боевые корабли), применявшиеся в период с 1939 по 1945 год (с момента нападения Германии на Польшу в сентябре 1939 года и до подписания капитуляции Японией в сентябре 1945 года).

## Бронетанковая техника
В английской армии танки подразделялись на крейсерские и пехотные. Из крейсерских в начальный период войны использовались Mk IV, Mk V Covenanter и Mk.VI Crusader. Все они показали неудовлетворительные боевые качества и очень быстро были сняты с производства. К пехотным танкам, применявшимся в начальный период войны, относятся Mk II Matilda II и Mk III Valentine, наибольшее распространение из них получил «Валентайн». Впоследствии было также развернуто производство тяжелого танка Mk IV «Черчилль». Кроме того, в английских войсках использовались американские танки M4 «Шерман», поставленные по ленд-лизу.

## Авиация

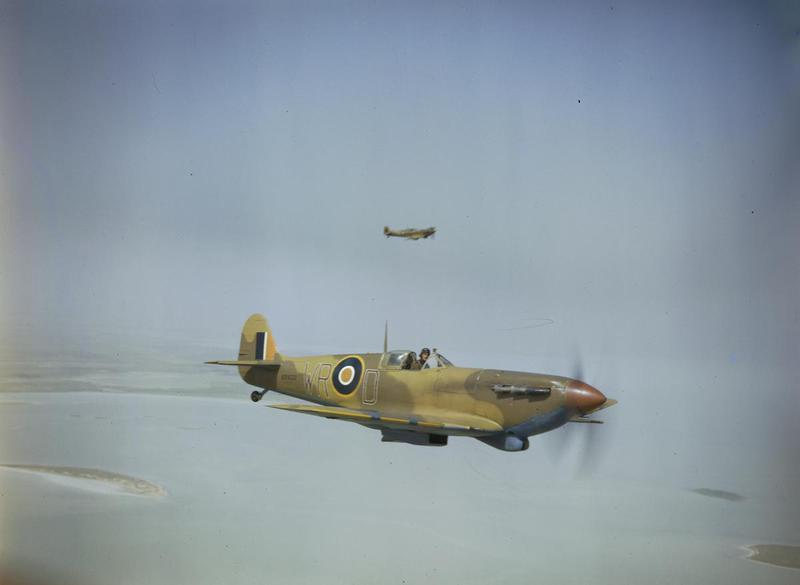
Спитфайр Mk.VB

Начавшаяся вскоре после Дюнкерка, битва за Британию потребовала направить все силы на восполнение потерь в авиации и прежде всего истребительной. В этот период основу истребительного авиапарка Великобритании составляли «Спитфайры» и «Харикейны». В качестве бомбардировщиков использовались в основном Bristol Blenheim и Vickers Wellington. Впоследствии они были заменены более мощными машинами, такими как Avro Lancaster и Handley Page Halifax. В качестве одноместных истребителей-бомбардировщиков использовались Хоукер Тайфун. В конце войны появились реактивные истребители Meteor.

## Артиллерия
Английская артиллерия подразделялась на противотанковую, пехотную и зенитную. В начальный период войны в противотанковой артиллерии использовалась QF 2 pounder, обладавшая малым калибром и не способная поразить большинство немецких танков. В 1942 году для её замены была разработана QF 6 pounder. Из пехотных орудий наиболее распространенным было QF 25 pounder. В качестве зенитного орудия в начальный период войны использовалась Vickers QF 2 pounder Mark VIII, которая в дальнейшем была заменена на 20-мм Эрликон и 40-мм Бофорс.

## Стрелковое оружие
Стрелковое оружие включало винтовку «Ли-Энфилд», пистолет-пулемёт STEN, револьвер «Enfield No. 2», а также пулеметы Bren и «Виккерс». Для вооружения бронетехники использовался пулемёт BESA. Спецподразделениями достаточно успешно использовался аргентинский пистолет «Баллестер-Молина».

## Военно-морская техника

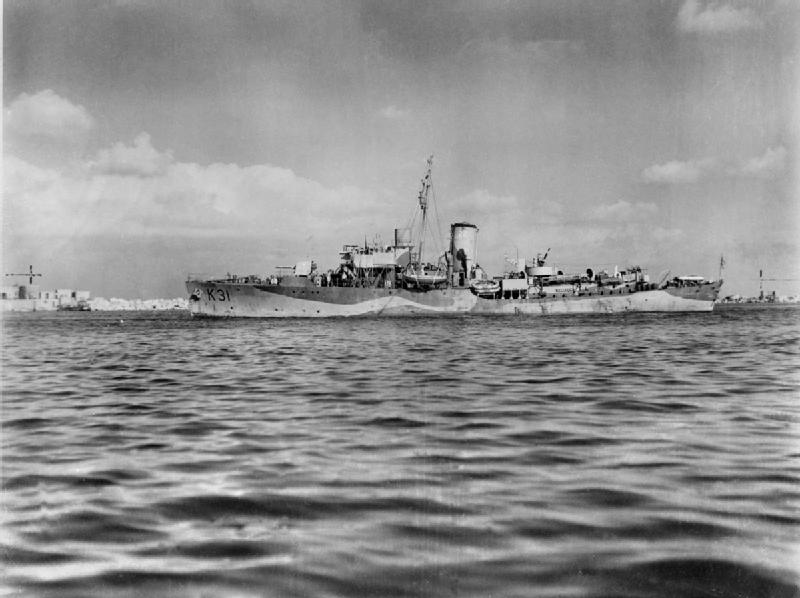
Корвет Камелия типа Флауэр 23 сентября 1943 года

Королевский военно-морской флот Великобритании был крупнейшим в Европе и к началу войны насчитывал в своем составе 12 линкоров (типа «Куин Элизабет», типа «Ривендж», а также типа «Нельсон»), 3 линейных крейсера (тип «Ринаун» и HMS Hood), 7 авианосцев (типа «Илластриес», типа «Имплакабл», а также HMS Audacity, HMS Eagle, HMS Hermes, HMS Unicorn и HMS Ark Royal), 66 крейсеров, а также большое количество эсминцев и подводных лодок.
Так же корветы типа «Флауэр» сыгравшие огромную роль в Битве за Атлантику и ставшие для англичан таким же символом победы, каким для русских является танк Т-34.